# A Love Trilogy
| Recensione       | Giudizio |
| ---------------- | -------- |
| AllMusic         |          |
| Robert Christgau | B        |

A Love Trilogy è il terzo album in studio della cantautrice statunitense Donna Summer, pubblicato su vinile a 33 giri il 18 marzo 1976 dall'etichetta Casablanca.

## Descrizione
Il disco fu completato il 5 marzo 1976 e pubblicato il 18 marzo dello stesso anno dall'etichetta Casablanca, appena otto mesi dopo il successo internazionale con il singolo e l'album Love to Love You Baby. La natura sessuale di questa canzone aveva fatto guadagnare a Donna Summer l'appellativo di "primadonna dell'amore". A partire da questo disco il lavoro della Summer fu distribuito negli Stati Uniti dalla Casablanca, che era desiderosa di continuare a rappresentare la cantante con questa immagine, nonostante Donna Summer avrebbe preferito lavorare per un'altra etichetta.
Dal lato A del disco appare evidente il significato del titolo del disco: A Love Trilogy è una canzone composta da tre diversi pezzi: Try Me, I Know e We Can Make It. Invece il lato B contiene tre canzoni di genere disco (Prelude to Love, Wasted e Come with Me e una cover di Could It Be Magic di Barry Manilow.
La copertina mostra Donna Summer tra le nuvole, in un mondo fantastico.

## Successo commerciale
L'album raggiunse la posizione numero 4 nella classifica italiana e la numero 7 tra i più venduti dell'anno 1976.

## Tracce

### Lato A
1. Try Me, I Know We Can Make It – 17:57 (Pete Bellotte - Giorgio Moroder - Donna Summer)

### Lato B
1. Prelude to Love – 1:06 (Fryderyk Chopin - Pete Bellotte - Giorgio Moroder - Donna Summer)
2. Could It Be Magic – 5:15 (Adrienne Anderson - Barry Manilow)
3. Wasted – 5:09 (Pete Bellotte - Giorgio Moroder)
4. Come with Me – 4:22 (Pete Bellotte - Giorgio Moroder)

## Crediti
- Donna Summer - voce, compositrice
- Giorgio Moroder - basso elettrico, compositore, produttore
- Pete Bellotte - compositore, produttore
- Madeline Bell, Sunny Leslie, Sue Glover - sostegno vocale
- Thor Baldursson - arrangiatore
- Frank Diez, Molly Moll - chitarra
- Keith Forsey, Martin Harrison - batteria
- Gary Unwin - basso

## Classifiche
| Classifica (1976) | Posizione massima |
| ----------------- | ----------------- |
| Austria           | 8                 |
| Germania          | 24                |
| Italia            | 4                 |
| Norvegia          | 14                |
| Regno Unito       | 41                |
| Spagna            | 1                 |
| Stati Uniti       | 21                |
| Stati Uniti R&B   | 16                |
| Svezia            | 18                |

### Classifiche di fine anno
| Classifica (1976) | Posizione |
| ----------------- | --------- |
| Italia            | 7         |